# Dino Sbrana
Dino Sbrana (Pisa, 3 febbraio 1907 – Pisa, 15 marzo 1981) è stato un calciatore italiano, di ruolo attaccante.
Era conosciuto anche come Sbrana II per distinguerlo dal fratello Danilo, anch'egli attaccante del Pisa.

## Carriera
Dopo aver militato nella Juventus Massa, gioca per due anni con il Siena in Seconda Divisione.
Nella stagione 1929-1930 debutta in Serie A con la Lazio, disputando 15 gare e segnando un gol, e lasciando il club biancoceleste al termine della stagione.
Negli anni successivi gioca in Serie B con il Lecce e il Livorno, con cui vince il campionato di Serie B 1932-1933, e nella stagione 1933-1934 vince il campionato di Prima Divisione con il Pisa.

## Palmarès

### Club

#### Competizioni nazionali
- Serie B: 1

Livorno: 1932-1933